# Lady Jane (cantora)
Jeon Ji-hye (em coreano: 전지혜; nascida em 25 de julho de 1984), mais conhecida por seu nome artístico Lady Jane (em coreano: 제인 레이디) é uma cantora, personalidade de televisão e apresentadora de rádio sul-coreana. Seu programa de rádio sindicalizado "Lady Jane at 2PM", é transmitido pelo "KBS Cool FM" desde 2015.

## Discografia

### Extended plays
| Título                               | Detalhes do álbum                                                                              | Melhores posições nas paradas | Vendas |
| Título                               | Detalhes do álbum                                                                              | KOR                           | Vendas |
| ------------------------------------ | ---------------------------------------------------------------------------------------------- | ----------------------------- | ------ |
| Jane Another Jane (제인 어나더 제인) | - Lançado: 16 de novembro de 2011 - Gravadora: Neowiz Internet - Formato: CD, download digital | —                             | N/A    |

### Singles

#### Como artista principal
| Título                                                                            | Ano  | Melhores posições nas paradas | Melhores posições nas paradas | Álbum                     |
| Título                                                                            | Ano  | KOR Gaon                      | KOR Billboard                 | Álbum                     |
| --------------------------------------------------------------------------------- | ---- | ----------------------------- | ----------------------------- | ------------------------- |
| "Candy Tears" (눈물사탕) (with COIN)                                              | 2010 | —                             | —                             | Non-album singles         |
| "Don't Care" (이별 뭐 별거야)                                                     | 2010 | 86                            | —                             | Non-album singles         |
| "Intimate" (친한 사이)                                                            | 2011 | 46                            | —                             | Non-album singles         |
| "Love Treatment" (feat. Untouchable)                                              | 2011 | —                             | —                             | Jane Another Jane         |
| "Partner" (짝) (Feat. Tony An)                                                    | 2011 | 74                            | —                             | Jane Another Jane         |
| "6:30" (여섯시 반) (with Simon D)                                                 | 2012 | 29                            | —                             | Non-album single          |
| "More Lean On Me" (더 Lean On Me) (with Dr.Simpson)                               | 2012 | —                             | —                             | Clinic 12.5%              |
| "Hello"                                                                           | 2013 | —                             | —                             | Non-album single          |
| "Stay" (feat. 1sagain)                                                            | 2013 | —                             | —                             | New Story Part.5          |
| "Diary" (일기)                                                                    | 2013 | 67                            | —                             | Non-album single          |
| "Dandy Girl"                                                                      | 2013 | —                             | —                             | Non-album single          |
| "Ballerina" (스무살) (with Nashow)                                                | 2014 | —                             | —                             | 20 Ballerina              |
| "Are We 20 Years Old?" (스무살이니) (with Hanhae of Phantom)                      | 2015 | —                             | —                             | Non-album single          |
| "Feel" (촉이와) (with MOSE)                                                       | 2016 | —                             | —                             | Non-album single          |
| "I'm In Love" (with Jungkook)                                                     | 2016 | 96                            | —                             | King of Mask Singer EP.71 |
| "Farewell Warning" (이별주의) (feat. Dindin)                                      | 2016 | —                             | —                             | Non-album single          |
| "Just 2 days" (이틀이면)                                                          | 2016 | —                             | —                             | Non-album single          |
| "—" denota lançamentos que não foram mapeados ou não foram lançados nessa região. |      |                               |                               |                           |

#### Como artista em destaque
| Título                                                                                                | Ano  | Melhores posições nas paradas | Melhores posições nas paradas | Álbum             |
| Título                                                                                                | Ano  | KOR Gaon                      | KOR Billboard                 | Álbum             |
| --- | ---- | ----------------------------- | ----------------------------- | ----------------- |
| "After Breaking Up" (이별 뒤에 해야 할 몇 가지) (JP. feat. ladyJane)                                  | 2010 | 42                            | —                             | Non-album singles |
| "Available" (어베일러블) (Verbal Jint feat. ladyJane)                                                 | 2011 | 44                            | —                             | Go Easy           |
| "Ole ole" (오래오래) (Choi Hyo Jong feat. ladyJane)                                                   | 2013 | —                             | —                             | Non-album singles |
| "How R U?" (하우아유?) (Airplane, Narr. Lady Jane)                                                    | 2014 | —                             | —                             | Non-album singles |
| "Drunken Night" (취한밤) (SuperKidd feat. Lady Jane)                                                  | 2015 | —                             | —                             | Non-album singles |
| "To Be Expected" (그런 줄 알았어) (Kim Kyung Hoon feat. Lady Jane)                                    | 2018 | —                             | —                             | Non-album singles |
| "Love To Be Part 2 (2018mix ver.)" (샴푸를 마시면 2018mix ver.) (Monochrome Cassette feat. Lady Jane) | 2018 | —                             | —                             | Non-album singles |
| "—" denota lançamentos que não foram mapeados ou não foram lançados nessa região.                     |      |                               |                               |                   |

#### Participações como convidada
| Título | Ano  | Melhores posições nas paradas | Melhores posições nas paradas | Álbum                                       |
| Título | Ano  | KOR Gaon                      | KOR Billboard                 | Álbum                                       |
| --- | ---- | ----------------------------- | ----------------------------- | ------------------------------------------- |
| "Ruby" (러뷰) | 2007 | —                             | —                             | Likeable or Not OST / Likeable or Not 2 OST |
| "Amnesia" (Loptimist feat. Simon Dominic, Lady Jane) | 2008 | —                             | —                             | Mind-Expander                               |
| "Sweeeet" (Aid feat. ladyJane) | 2008 | —                             | —                             | The Human Nature                            |
| "You and I" (너도 나와 같을까) (Lee Jin-wook feat. ladyJane)                                                                                              | 2009 | —                             | —                             | Brilliant Yesterday                         |
| "Love to Be Part 2" (샴푸를 마시면) (Feelbay feat. ladyJane)                                                                                              | 2010 | —                             | —                             | Love to Be Part 2                           |
| " If I could turn it back" (되돌릴 수 있다면) (Alex feat. ladyJane)                                                                                       | 2011 | —                             | —                             | Just Like Me / Late Autumn OST              |
| "If I told you I loved you" (사랑한다고 내게 말해 줬으면) (LEN duet with Lady Jane)                                                                       | 2014 | —                             | —                             | Second story(두 번째 이야기)                |
| "Don't Believe The Story, Pt. 2" (믿겨지지 않는 이야기, Pt. 2) (JQ & ladyJane)                                                                            | 2014 | 56                            | —                             | Don't Believe The Story Vol.2               |
| "We have it" (우리가 있잖아) (JOY Friends feat. Lady Jane, Kim Jang, Oh Se Yoon, Choi Jung Bin, Beat Jay, Kim Seo Young, Kim Duk Hyun, Min Jae Sung, Ami) | 2014 | —                             | —                             | We have it 2nd / (우리가 있잖아 2nd)        |
| "We have it" (우리가 있잖아) (JOY Friends feat. Lady Jane, Sehun & Kim Duck Hyun)                                                                         | 2016 | —                             | —                             | JOY Friends 5th Edition                     |
| "Kiss 101" (키스 잘하는 법) (Cho Jung Chi feat. Lady Jane)                                                                                                | 2018 | —                             | —                             | 3                                           |
| "Don't Believe The Story 2" (믿겨지지않는 이야기2) (JQ with Lady Jane)                                                                                    | 2018 | —                             | —                             | Journey'1.0'                                |
| "—" denota lançamentos que não foram mapeados ou não foram lançados nessa região.                                                                         |      |                               |                               |                                             |